# Supinfo
Fundada em 1965, a Supinfo (ou ESI ou Ecole Supérieure d'informatique) é uma escola de engenharia, instituição de ensino superior localizada na cidade do Paris, França, e em 4 outras cidades ao redor en França.
A escola foi reconhecida pelo estado francês desde 10 de janeiro de 1972.
Durante cinco anos a SUPINFO treina profissionais de TIC que podem trabalhar em empresas de TI após a conclusão de seus cursos. Em seguida, é-lhes emitido um diploma registado pelo Estado francês como certificado profissional nacional de nível I.

## Supinfo Estudos
O currículo é de ciência da computação generalista. Todas as 5 escolas oferecem o mesmo diploma, permitindo que os alunos mudem de um local geográfico para outro, se assim o desejarem. Também é possível assistir às aulas em um campus diferente durante o ano letivo.
O programa de estudos baseia-se nas escolas de engenharia europeias com estudos integrados de graduação e pós-graduação: três anos de ciclo de graduação integrado, depois dois anos de estudos de pós-graduação, todos seguidos por programas de estágio em empresas. No entanto, os alunos também podem se inscrever para um estágio de meio período remunerado durante o ano letivo.